# Kasongo-Lunda
Kasongo-Lunda este un oraș în  provincia Bandundu, Republica Democrată Congo. În 2012 avea o populație de 23 820 de locuitori, iar în 2004 avea 19 566.